# CYP2D6
CYP2D6 (англ. Cytochrome P450 family 2 subfamily D member 6) – білок, який кодується однойменним геном, розташованим у людей на довгому плечі 22-ї хромосоми. Довжина поліпептидного ланцюга білка становить 497 амінокислот, а молекулярна маса — 55 769.
| 10         |  | 20         |  | 30         |  | 40         |  | 50         |
| ---------- |  | ---------- |  | ---------- |  | ---------- |  | ---------- |
| MGLEALVPLA |  | VIVAIFLLLV |  | DLMHRRQRWA |  | ARYPPGPLPL |  | PGLGNLLHVD |
| FQNTPYCFDQ |  | LRRRFGDVFS |  | LQLAWTPVVV |  | LNGLAAVREA |  | LVTHGEDTAD |
| RPPVPITQIL |  | GFGPRSQGVF |  | LARYGPAWRE |  | QRRFSVSTLR |  | NLGLGKKSLE |
| QWVTEEAACL |  | CAAFANHSGR |  | PFRPNGLLDK |  | AVSNVIASLT |  | CGRRFEYDDP |
| RFLRLLDLAQ |  | EGLKEESGFL |  | REVLNAVPVL |  | LHIPALAGKV |  | LRFQKAFLTQ |
| LDELLTEHRM |  | TWDPAQPPRD |  | LTEAFLAEME |  | KAKGNPESSF |  | NDENLRIVVA |
| DLFSAGMVTT |  | STTLAWGLLL |  | MILHPDVQRR |  | VQQEIDDVIG |  | QVRRPEMGDQ |
| AHMPYTTAVI |  | HEVQRFGDIV |  | PLGVTHMTSR |  | DIEVQGFRIP |  | KGTTLITNLS |
| SVLKDEAVWE |  | KPFRFHPEHF |  | LDAQGHFVKP |  | EAFLPFSAGR |  | RACLGEPLAR |
| MELFLFFTSL |  | LQHFSFSVPT |  | GQPRPSHHGV |  | FAFLVSPSPY |  | ELCAVPR    |

A: Аланін

C: Цистеїн

D: Аспарагінова кислота

E: Глутамінова кислота

F: Фенілаланін

G: Гліцин

H: Гістидин

I: Ізолейцин

K: Лізин

L: Лейцин

M: Метіонін

N: Аспарагін

P: Пролін

Q: Глутамін

R: Аргінін

S: Серин

T: Треонін

V: Валін

W: Триптофан

Кодований геном білок за функцією належить до оксидоредуктаз. 
Задіяний у таких біологічних процесах, як метаболізм ліпідів, метаболізм стероїдів, метаболізм стеролів, альтернативний сплайсинг. 
Білок має сайт для зв'язування з іонами металів, іоном заліза, гемом. 
Локалізований у мембрані, ендоплазматичному ретикулумі, мікросомах.
Також відомий як дебризохінгідроксилаза (названий на честь препарату, який призвів до відкриття), CYP2D6 є найбільш відомим і вивченим геном надродини CYP. Цей ген викликає великий інтерес також завдяки своїй високополіморфній природі, а також через те, що бере участь у метаболічному перетворенні великої кількості лікарських речовин.
| CYP2D6 | Метопролол, пропранолол, кодеїн, декстрометорфан, клозапін, дезипрамін, галоперидол, амітриптилін, іміпрамін |
| ------ | --- |

Відомо понад 100 генетичних варіантів CYP2D6, зокрема поліморфізми rs35742686, rs3892097, rs5030655. Використовують також таку номенклатуру поліморфізмів: алелі *1, *3, *4, *5, *6, *1xN (мутації, що призводять до зміни активності ферменту). Алель *1 вважається нормою.
Ген кодує цитохром Р450 2D6, монооксигеназу печінки, є ферментом першої фази детоксикації ксенобіотиків і відповідає за метаболізм 20% ліків, зокрема протиаритмічних, антигіпертензивних і психотропних препаратів, а також бере участь в синтезі холестеролу й інших ліпідів.